# Пемберли
Пемберли — вымышленная усадьба, принадлежащая Фицуильяму Дарси, главному герою романа «Гордость и предубеждение» Джейн Остин. Согласно роману, она расположена недалеко от вымышленного города Лэмптон, и, по мнению некоторых, в основе её образа лежит усадьба Чатсуорт-хаус возле Бейкуэла в Дербишире.
В описании поместья главного героя романа Остин использует нетипичный подробный символизм. При первом посещении усадьбы Элизабет Беннет очарована красотой окружающей местности, как, впрочем, и самим мистером Дарси. Элизабет уже отвергла первое предложение мистера Дарси к моменту её посещения Пемберли, но его письмо, похвала его экономки и его собственное вежливое поведение в Пемберли изменили её мнение о мистере Дарси.
Продолжение к роману «Гордость и предубеждение», названное «Пемберли», было написано Эммой Теннант и опубликовано в 1993 году.

## В искусстве
Ренишоу Холл в Дербишире (Англия) был выбран для изображения Пемберли в экранизации «Гордости и предубеждения» BBC 1980 с Элизабет Гарви и Дэвидом Ринтулом в главных ролях.
Лайм Парк возле Стокпорта представил поместье Пемберли в телевизионном сериале «Гордость и предубеждение» 1995 года с Дженнифер Эль и Колином Фертом в главных ролях.
Чатсуорт-хаус, оригинальный источник вдохновения Остин при создании образа Пемберли, был использован для съемки наружных сцен в фильме Джо Райта «Гордость и предубеждение» 2005 года с Кирой Найтли и Мэтью Макфейденом в главных ролях. Тем не менее, для многих внутренних сцен, как, например, с участием Джорджианы Дарси, были использованы интерьеры Уилтон-хауса. Джейн Остин упоминает Чатсуорт в романе, как один из великолепных домов, посещённых ею, её дядей и тётей до Пемберли во время поездки на север Англии. Чатсуорт также был использован для съёмки сцен внешнего, а также и внутреннего вида здания при экранизации BBC «Смерть приходит в Пемберли».
- Ренишоу-холл, представляющий Пемберли в телесериале 1980 года
- Лайм-парк, представляющий Пемберли  в телесериале 1995 года
- Чатсуорт-хаус, представляющий Пемберли в фильме «Гордость и предубеждение» 2005 года
- Харвуд-хаус, представляющий Пемберли  в мини-сериале «Ожившая книга Джейн Остин»